# Jason Schwartzman
Jason Francesco Schwartzman (Los Ángeles, California, 26 de junio de 1980) es un actor y músico estadounidense. Ha publicado tres álbumes de estudio, bajo su sello discográfico Coconut Records, y hasta el 2003 formó parte como batería de la banda de rock estadounidense Phantom Planet.
En su carrera como actor, hizo su debut cinematográfico en la película Rushmore, de Wes Anderson. Desde ese año (1998), es uno de sus colaboradores, pues ha colaborado hasta en seis películas más. Además, escribió la película de 2018 Isle of Dogs junto a Anderson. En televisión, destacan sus papeles en la comedia de HBO Bored to Death (2009-2011) o en la serie de antología Fargo de FX (2020). También, fue productor ejecutivo del programa de Amazon Prime Mozart in the Jungle (2014-2018), serie en la que también actuó.

## Biografía
Schwartzman pertenece a una familia que está muy ligada al cine: es hijo del productor Jack Schwartzman y de la actriz Talia Shire, hermano de Robert Schwartzman, sobrino de Francis Ford Coppola y primo de Sofia Coppola, Roman Coppola, Christopher Coppola y Nicolas Cage. 
En 1994, se inició en el mundo de la música como batería de la banda indie Phantom Planet, con la que editó dos discos: Phantom Planet Is Missing (1998) y The Guest (2002).

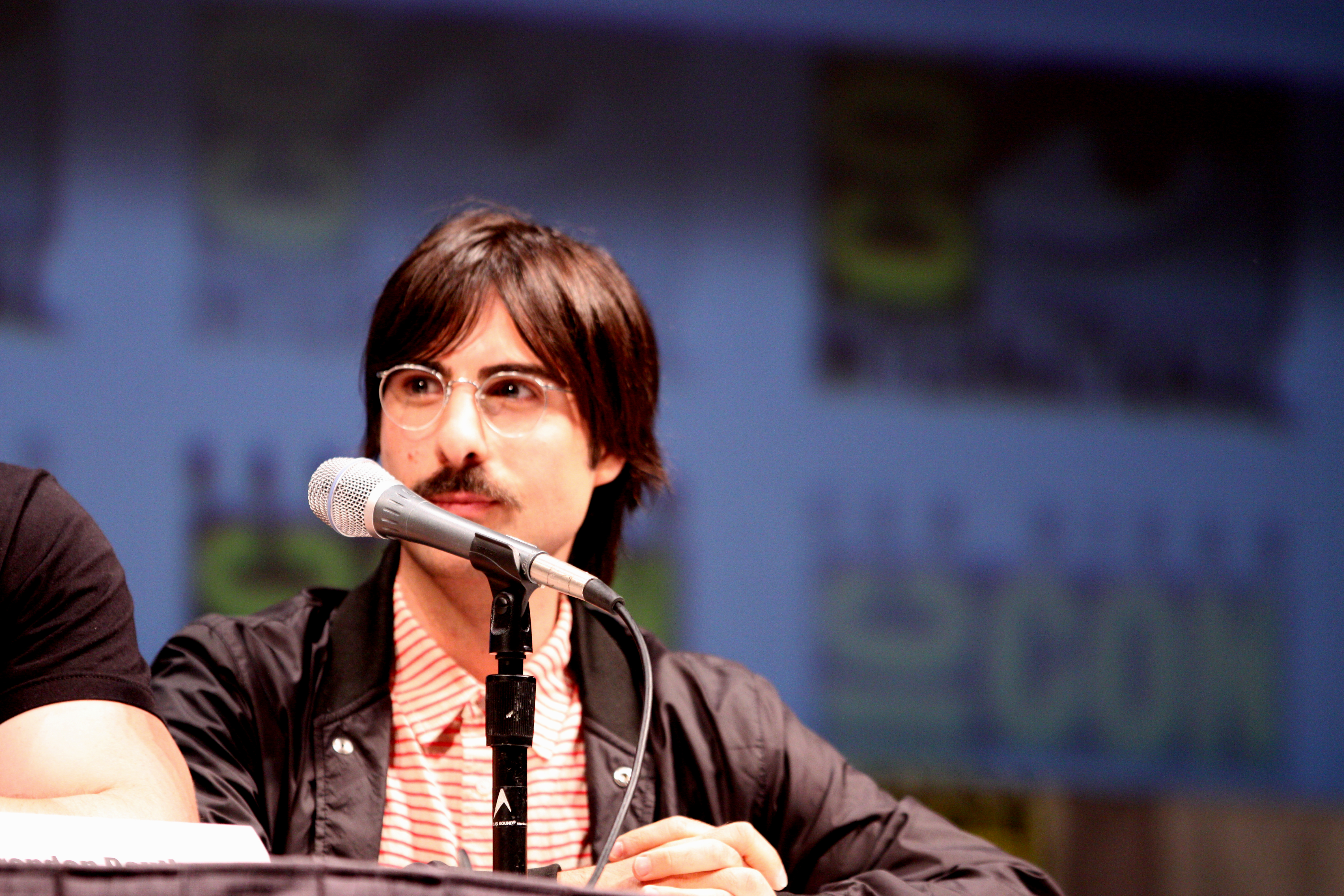
Jason Schwartzman en 2010

Sin embargo, abandonaría el grupo en el año 2003 para dedicarse de lleno a su carrera como actor, que había comenzado en noviembre de 1997, cuando interpretó el papel de Max Fischer en el filme Rushmore, dirigido por Wes Anderson. En 2006, interpretó al rey Luis XVI de Francia en la película María Antonieta, dirigida por su prima Sofia Coppola. Ese mismo año, volvió a la música con su proyecto en solitario Coconut Records, con el que ha editado dos discos: Nighttiming (2007) y Davy (2009).
Desde 2009 a 2011, formó parte de la comedia para televisión de HBO,  Bored to Death, junto a Ted Danson y Zach Galifianakis. En 2011, Schwartzman hizo un cameo como Vincent van Gogh en el cortometraje de Beastie Boys Fight for Your Right Revisited. En 2013, hizo un cameo como él mismo en un episodio del programa de televisión Key & Peele. En 2014, se interpretó a sí mismo en el episodio "The Endorsement" de Tim & Eric's Bedtime Stories. En 2020, interpretó al jefe criminal italiano Josto Fadda en la cuarta temporada de la serie de antología de FX Fargo.

## Vida personal
El 11 de julio de 2009, se casó con Brady Cunningham, una diseñadora de moda, con la que tuvo dos hijas: Marlowe Rivers Schwartzman nacida en 2010. y su segunda hija nacida en junio de 2014.
Es vegano, y con su música intenta concienciar del impacto negativo de la producción de carne de las sociedades actuales, en un video publicado en 2011,  What to Eat: The Environmental Impacts of Our Food recaudó fondos para la empresa americana ecológica Farm Sanctuary.

## Discografía

### Álbumes de estudio
- Nighttiming (2007)
- Davy (2009)
- Goats Original Soundtrack (2012)

## Filmografía

### Cine
| Título                                             | Año  | Director                                             | Papel                        |
| -------------------------------------------------- | ---- | ---------------------------------------------------- | ---------------------------- |
| Queer                                              | 2024 | Luca Guadagnino                                      | Joe Guidry                   |
| The Hunger Games: The Ballad of Songbirds & Snakes | 2023 | Francis Lawrence                                     | Lucretius "Lucky" Flickerman |
| Quiz Lady                                          | 2023 | Jessica Yu                                           | Ron Heacock                  |
| Asteroid City                                      | 2023 | Wes Anderson                                         | Augie Steenbeck              |
| Spider-Man: Across the Spider-Verse                | 2023 | Joaquim Dos Santos, Kemp Powers y Justin K. Thompson | Mancha                       |
| The French Dispatch                                | 2021 | Wes Anderson                                         | Hermes Jones                 |
| The Sparks Brothers                                | 2021 | Edgar Wright                                         | Él mismo                     |
| Mainstream                                         | 2020 | Gia Coppola                                          | Mark Schwartz                |
| Wine Country                                       | 2019 | Amy Poehler                                          | Devon                        |
| El rey de la polca                                 | 2017 | Maya Forbes                                          | Mickey Pizzazz               |
| El gran hotel Budapest                             | 2014 | Wes Anderson                                         | M. Jean                      |
| Saving Mr. Banks                                   | 2013 | John Lee Hancock                                     | Richard Sherman              |
| Moonrise Kingdom                                   | 2012 | Wes Anderson                                         | Cousin Ben                   |
| Fight for Your Right Revisited                     | 2011 | Adam Yauch                                           | Vincent Van Gogh             |
| Scott Pilgrim vs. The World                        | 2010 | Edgar Wright                                         | Gideon Gordon Graves         |
| Directo a la fama                                  | 2010 | Todd Louiso                                          | Marc Pease                   |
| Fantastic Mr. Fox                                  | 2009 | Wes Anderson                                         | Ash                          |
| Funny People                                       | 2009 | Judd Apatow                                          | Mark Taylor Jackson          |
| Viaje a Darjeeling                                 | 2007 | Wes Anderson                                         | Jack Whitman                 |
| Walk Hard: The Dewey Cox Story                     | 2007 | Jake Kasdan                                          | Ringo Starr                  |
| Marie Antoinette                                   | 2006 | Sofia Coppola                                        | Luis XVI                     |
| Shopgirl                                           | 2005 | Anand Tucker                                         | Jeremy Kraft                 |
| Bewitched                                          | 2005 | Nora Ephron                                          | Ritchie                      |
| Extrañas coincidencias                             | 2004 | David O. Russell                                     | Albert Markovski             |
| Spun                                               | 2002 | Jonas Akerlund                                       | Ross                         |
| S1m0ne                                             | 2002 | Andrew Niccol                                        | Milton                       |
| Slackers                                           | 2002 | Dewey Nicks                                          | Ethan Dulles                 |
| CQ                                                 | 2001 | Roman Coppola                                        | Felix DeMarco                |
| Rushmore                                           | 1998 | Wes Anderson                                         | Max Fischer                  |

### Televisión
| Año       | Título                                     | Papel                            | Notas                                                                   |
| --------- | ------------------------------------------ | -------------------------------- | ----------------------------------------------------------------------- |
| 1998      | Sabrina the Teenage Witch                  | él mismo                         | Episodio: "And the Sabrina Goes to..."                                  |
| 2000      | Freaks and Geeks                           | Howie Gelfand                    | Episodio: "Carded and Discarded"                                        |
| 2000      | Get Real                                   | él mismo                         | Episodio: "Falling From Grace"                                          |
| 2004–2006 | Cracking Up                                | Ben Baxter                       | 7 episodios                                                             |
| 2005      | The X's                                    | Brandon (voz)                    | Episode: "Secret Agent Manual / The Spy Who Liked Me"                   |
| 2009–2011 | Bored to Death                             | Jonathan Ames                    | 24 episodios                                                            |
| 2011      | Sesame Street                              | él mismo                         | 1 episodio                                                              |
| 2013      | Parks and Recreation                       | Dennis Lerpiss                   | 2 episodios                                                             |
| 2013      | Out There                                  | Benjamin Brent / Cedric (voz)    | 2 episodios                                                             |
| 2013      | Drunk History                              | Ralph Nader                      | Episodio: "Detroit"                                                     |
| 2013      | Key & Peele                                | él mismo                         | Episodio: "Boarding Order"                                              |
| 2013      | Comedy Bang! Bang!                         | él mismo                         | Episodio: "Jason Schwartzman Wears a Striped Shirt & High Top Sneakers" |
| 2013      | Ghost Ghirls                               | Brad Holmes                      | Episodio: "Comedy of Terrors"                                           |
| 2014–2016 | Mozart in the Jungle                       | Bradford Sharp                   | 8 episodios, también productor y escritor                               |
| 2015      | Wet Hot American Summer: First Day of Camp | Greg                             | 7 episodios                                                             |
| 2015–2016 | Blunt Talk                                 | Duncan Adler                     | 7 episodios                                                             |
| 2017      | Wet Hot American Summer: Ten Years Later   | Greg                             | 4 episodios                                                             |
| 2017–2018 | Neo Yokio                                  | Arcangelo Corelli (voz)          | 7 episodios                                                             |
| 2020      | Medical Police                             | The Goldfinch                    | 4 episodios                                                             |
| 2020      | Fargo                                      | Josto Fadda                      | Principal                                                               |
| 2020      | Prop Culture                               | él mismo                         | Episodio: "Mary Poppins"                                                |
| 2021–2022 | Duncanville                                | Tío Sam (voz)                    | 2 episodios                                                             |
| 2022      | The Righteous Gemstones                    | Thaniel Block                    | 3 episodios                                                             |
| 2022      | I Love That for You                        | Ethan                            | 2 episodios                                                             |
| 2023      | Digman!                                    | Roberto (voz)                    | Episodio: "Et Tu"                                                       |
| 2023      | Scott Pilgrim Takes Off                    | Gideon Graves/Gordon Goose (voz) | 8 Episodios                                                             |

## Premios y nominaciones
Chicago Film Critics Association Awards
| Año  | Categoría              | Película | Resultado |
| ---- | ---------------------- | -------- | --------- |
| 1999 | Mejor Actor promisorio | Rushmore | Candidato |

Lone Star Film & Television Awards
| Año  | Categoría   | Película | Resultado |
| ---- | ----------- | -------- | --------- |
| 1999 | Mejor Actor | Rushmore | Ganador   |

YoungStar Awards
| Año  | Categoría                           | Película | Resultado |
| ---- | ----------------------------------- | -------- | --------- |
| 1999 | Mejor Actor joven - Comedia/Musical | Rushmore | Ganador   |

Chlotrudis Awards
| Año  | Categoría   | Película | Resultado |
| ---- | ----------- | -------- | --------- |
| 2000 | Mejor Actor | Rushmore | Candidato |

Satellite Awards
| Año  | Categoría                                | Película | Resultado |
| ---- | ---------------------------------------- | -------- | --------- |
| 2005 | Mejor Actor de reparto - Comedia/Musical | Shopgirl | Candidato |